# Thryssocypris smaragdinus
Thryssocypris smaragdinus är en fiskart som beskrevs av Roberts och Kottelat, 1984. Thryssocypris smaragdinus ingår i släktet Thryssocypris och familjen karpfiskar. Inga underarter finns listade i Catalogue of Life.